# Autovía A-40
Die Autovia A-40 oder Autovía de la Meseta Sur ist eine Autobahn in Spanien. Die Autobahn beginnt in Adanero und endet in Teruel.

## Größere Städte an der Autobahn
- Adanero
- Ávila
- Toledo
- Cuenca
- Teruel

## Aktueller Stand
| Abschnitt                                        | Länge    | Verkehrsübergabe | Stand (12/2012) |
| ------------------------------------------------ | -------- | ---------------- | --------------- |
| Adanero (A-6) – Ávila Norte                      | ~34,0 km | unbekannt        | In Planung      |
| Ávila Sur – Maqueda (A-5)                        | ~90,0 km | unbekannt        | In Planung      |
| Maqueda (A-5) – Torrijos                         | 016,2 km | 2008             | In Betrieb      |
| Torrijos – Toledo Noroeste                       | 022,2 km | 6. November 2012 | In Betrieb      |
| Toledo Noroeste – Kreuzung mit AP-41             | 017,9 km | 2006             | In Betrieb      |
| Kreuzung mit AP-41 – Kreuzung mit N-400          | 007,1 km | unbekannt        | In Planung      |
| Kreuzung mit N-400 – Ocaña (R-4)                 | 033,0 km | unbekannt        | In Planung      |
| Ocaña (R-4) – Ocaña (A-4)                        | 003,9 km | 2011             | In Betrieb      |
| Ocaña (A-4) – Noblejas                           | 009,6 km | 2009             | In Betrieb      |
| Noblejas – Villarrubia de Santiago               | 010,0 km | 2009             | In Betrieb      |
| Villarrubia de Santiago – Santa Cruz de la Zarza | 012,2 km | Juni 2012        | In Betrieb      |
| Santa Cruz de la Zarza – Tarancón (A-3)          | 013,3 km | 2010             | In Betrieb      |
| Tarancón (A-3) – Alcázar del Rey                 | 022,5 km | 2010             | In Betrieb      |
| Alcázar del Rey – Horcajada de la Torre          | 016,8 km | 2008             | In Betrieb      |
| Horcajada de la Torre – Abia de la Obispalía     | 016,0 km | 2005             | In Betrieb      |
| Abia de la Obispalia – Cuenca (CU-11)            | 022,4 km | 2004             | In Betrieb      |
| Cuenca – Teruel                                  | 150,0 km | unbekannt        | In Planung      |

## Streckenführung
| Position | höhst zulässige Geschwindigkeit (km/h) | Fahrbahnen | Richtung (Cuenca)                                               | Richtung (Ávila)                                                               | Fahrbahnen |
| -------- | -------------------------------------- | ---------- | --------------------------------------------------------------- | ------------------------------------------------------------------------------ | ---------- |
| 1        |                                        |            | Übergang der E-90 A-5                                           | weiter als E-90 A-5                                                            |            |
| 2        |                                        |            |                                                                 | E-90 A-5 Madrid N-403 Maqueda Ávila                                            | 91         |
| 3        |                                        | 94         | Torrijos (west)                                                 | Torrijos (west)                                                                | 94         |
| 4        |                                        | 99         | Torrijos (Stadt)                                                | Torrijos (Stadt)                                                               | 99         |
| 5        |                                        | 101        | Torrijos (ost)                                                  | Torrijos (ost)                                                                 | 101        |
| 6        |                                        | 103        | N-403 Rielves arcience                                          | N-403 Rielves arcience                                                         | 103        |
| 7        |                                        | 109        | A-40 Bargas Madrid N-403 Villamiel de Toledo CM-4011 Fuensalida |                                                                                | 109        |
| 8        |                                        | 118        | CM-40 Toledo CM-400 CM-401 CM-4013 CM-42 Tomelloso              | CM-40 Toledo CM-400 CM-401 CM-4013 CM-42 Tomelloso                             | 118        |
| 9        |                                        | 126        | CM-4003 Bargas Camarena                                         | CM-4003 Bargas Camarena                                                        | 126        |
| 10       |                                        | 127        | A-42 Cabañas Madrid                                             | A-42 Cabañas Madrid                                                            | 127        |
| 11       |                                        | 130        | CM-4006 Olías del Rey Mocejón                                   | CM-4006 Olías del Rey Mocejón                                                  | 130        |
| 12       |                                        | 133        | weiter auf der mautpflichtigen AP-41                            |                                                                                | 133        |
| 13       |                                        | Km. 138    | AR-4 Aranjuez Madrid                                            |                                                                                | km 148     |
| 14       |                                        | 182        | Abschnitt Toledo-Ocaña in Planung                               | Abschnitt Toledo-Ocaña in Planung                                              |            |
| 15       |                                        | Km. 180    | Ausfahrt 46 der AR-4                                            | AR-4 Aranjuez Madrid                                                           | 180        |
| 16       |                                        | 182        | A-4 CM-4051 Ocaña Cabañas de Yepes N-301 Albacete               |                                                                                |            |
| 17       |                                        |            |                                                                 | Europastraße 5 Madrid Autovía A-4 Córdoba Ocaña (süd) CM-4051 Cabañas de Yepes | 186        |
| 18       |                                        |            |                                                                 | N-400 Ocaña (süd) pol. industrial                                              | 188        |
| 19       |                                        | 190        | TO-2657 Noblejas Dosbarrios                                     | TO-2657 Noblejas Dosbarrios N-301 Albacete                                     | 190        |
| 20       |                                        |            | N-400 Noblejas (ost)                                            | N-400 Noblejas (ost)                                                           | 193        |
| 21       |                                        | 194        | N-400 Villarrubia de Santiago                                   | N-400 Villarrubia de Santiago                                                  |            |
| 22       |                                        | 196        | CM-3001 Villarrubia de Santiago Villatobas                      | CM-3001 Villarrubia de Santiago Villatobas                                     | 196        |
| 23       |                                        |            |                                                                 | N-400 Villarrubia de Santiago                                                  | 197        |
| 24       |                                        | 202        | N-400                                                           | N-400                                                                          | 202        |
| 25       |                                        | 210        | N-400 Santa Cruz de la Zarza                                    |                                                                                |            |
| 26       |                                        | 213        | N-400 Santa Cruz de la Zarza Cabezamesada                       | N-400 Santa Cruz de la Zarza Cabezamesada                                      | 213        |
| 27       |                                        |            |                                                                 | N-400 Santa Cruz de la Zarza                                                   | 215        |
| 28       |                                        | 219        | vía de servicio CUV-3033 Zarza de Tajo                          | vía de servicio Zarza de Tajo                                                  | 219        |
| 29       |                                        | 223        | vía de servicio Industriegebiet                                 | vía de servicio Industriegebiet                                                | 223        |
| 30       |                                        |            |                                                                 | Tarancón A-3 Madrid                                                            | 227        |
| 31       |                                        | 228        | CM-200 Horcajo de Santiago Tarancón A-3 Madrid                  |                                                                                |            |
| 32       |                                        |            | Km. 228                                                         | Tarancón A-40 Ocaña Toledo                                                     | Km. 228    |
| 33       |                                        |            | Tarancón A-40 Cuenca                                            | 82                                                                             |            |
| 34       |                                        |            | 84                                                              | Tarancón                                                                       | 232        |
| 35       |                                        | 235        | CM-200 Barajas de Melo                                          | CM-200 Barajas de Melo                                                         | 235        |
| 36       |                                        | 241        | Huelves CUV-2002 Barajas de Melo                                | Huelves CUV-2002 Barajas de Melo                                               | 241        |
| 37       |                                        | 244        | Paredes Uclés                                                   | Paredes Uclés                                                                  | 244        |
| 38       |                                        | 248        | Alcázar del Rey                                                 | Alcázar del Rey                                                                | 248        |
| 39       |                                        | 254        | Carrascosa del Campo (west) CM-2000 Vellisca CM-310 Huete       | Carrascosa del Campo (west) CM-2000 Vellisca CM-310 Huete                      | 254        |
| 40       |                                        | 257        | Carrascosa del Campo (ost)                                      | Carrascosa del Campo (ost)                                                     | 257        |
| 41       |                                        | 260        | Olmedilla del Campo                                             | Olmedilla del Campo                                                            | 260        |
| 42       |                                        | 263        | Valparaíso de Abajo Valparaíso de Arriba                        | Valparaíso de Abajo Valparaíso de Arriba                                       | 263        |
| 43       |                                        | 270        | Horcajada de la Torre Torrejoncillo del Rey                     | Horcajada de la Torre Torrejoncillo del Rey                                    | 270        |
| 44       |                                        | 276        | Naharros Pineda de Gigüela                                      | Naharros Pineda de Gigüela                                                     | 276        |
| 45       |                                        | 281        | N-400 Villar del Horno                                          | N-400 Villar del Horno                                                         | 286        |
| 46       |                                        | 286        | CUV-7032 Abia de la Obispalía vía de servicio                   |                                                                                | 286        |
| 47       |                                        | 294        | CM-2019 Huete vía de servicio                                   | CM-2019 Huete vía de servicio                                                  | 294        |
| 48       |                                        | 300        | Jábaga vía de servicio                                          | Jábaga vía de servicio                                                         | 300        |
| 49       |                                        | 305        | N-320 Guadalajara Motilla del Palancar N-420 Teruel La Almarcha | N-320 Guadalajara Motilla del Palancar N-420 Teruel La Almarcha                | 305        |
| 50       |                                        | 309        | vía de servicio Tragacete Ciudad Encantada Krankenhaus          | vía de servicio Tragacete Krankenhaus                                          | 309        |
| 51       |                                        |            | weiter als C-11                                                 | Ende der C-11                                                                  |            |